# Горихвостов, Александр Захарьевич
Александр Захарьевич Горихвостов (Горихвастов) (1782—1855) — генерал-лейтенант, участник Отечественной войны 1812 года и Кавказских походов, комендант Кинбурнской и Хотинской крепостей.

## Биография
Родился 21 ноября (2 декабря) 1782 года. Образование получил в Сухопутном шляхетском кадетском корпусе, из которого выпущен 14 октября 1799 года подпоручиком в 13-й егерский полк.
В 1803 году Горихвостов был произведён в поручики и переведён в 1-й егерский полк, в рядах которого совершил кампании 1805 года в Австрии и 1806—1807 годов в Восточной Пруссии.
Во время Отечественной войны 1812 года Горихвостов сражался с французами под Витебском и Смоленском, у деревни Бредихиной получил контузию в ногу пушечным ядром, однако остался встрою и принял участие в Бородинском сражении; затем в бою у деревни Чириковой был ранен пулей в левый бок и после оставления Москвы перешёл в Тарутинский лагерь и сражался при отражении атак французов на него. В начале отступления Наполеона Горихвостов находился в Малоярославце и бился на улицах этого города; затем он состоял в партизанском отряде, действовавшем на флангах корпуса вице-короля Неаполитанского. За отличие во всех этих делах он 26 марта 1813 года был награждён орденом Св. Георгия 4-й степени (№ 2565 по кавалерскому списку Григоровича — Степанова).
В Заграничных кампаниях 1813 и 1814 годов Горихвостов также принял участие. За сражение под Бауценом он получил орден Святого Владимира 4-й степени; за битву при Пирне, где был ранен в грудь, ему 29 сентября 1813 года была пожалована золотая шпага с надписью «За храбрость»; также он находился при блокаде Кёльна и Линдау.
В 1814 году Горихвостов, за отличие в деле при Бар-сюр-Об, получил чин полковника и далее принимал участие в сражении при Арси-сюр-Об; за штурм Монмартрских высот под Парижем с последующим занятием столицы Франции он был награждён орденом Святой Анны 2-й степени с алмазами.
По окончании военных действий против Наполеона Горихостов был назначен дежурным штаб-офицером 2-го пехотного корпуса. 16 февраля 1817 года он получил в командование 14-й егерский полк, но через год за ранами был уволен в отставку.
В 1822 году Горихвостов вернулся на службу и был назначен приставом в Меньшую киргиз-кайсацкую орду с зачислением по кавалерии; на этой должности он неоднократно совершал походы в степь. В 1824 году он, по многочисленным жалобам казахского населения за бездеятельность, вторично был уволен в отставку для определения к статским делам с чином действительного статского советника и служил в Оренбурге по пограничному ведомству.
С началом в 1828 году русско-турецкой войны Горихвостов подал прошение о возвращении его на военную службу и отправлении в действующую армию. Прошение это в начале 1829 года было удовлетворено и он, в чине полковника 33-го егерского полка, в кампании того года участвовал в делах под Силистрией и Шумлой; за отличие был произведён в генерал-майоры (6 декабря) и назначен командиром 1-й бригады 11-й пехотной дивизии.
В 1830 году он получил в командование 3-ю бригаду 12-й пехотной дивизии, однако некоторое время спустя перевёлся на Кавказ и занял там должность командира 2-й бригады 22-й пехотной дивизии; в дополнение к этой должности он с 15 марта 1831 года был начальником Кабарды и командиром Кабардинской линии. В том же 1831 году Горихвостов, находясь в составе отряда генерал-лейтенанта Фролова, совершил труднейшую экспедицию от Пятигорска в Чегемское и Баксанское ущелья и далее к Нальчику, причём всё время движения отряда сопровождалось многочисленными перестрелками и стычками с горцами.
С 1833 года по август 1834 года Горихвостов командовал войсками левого фланга Кавказской линии и за отличие был награждён орденом Святого Станислава 1-й степени, а с октября 1834 по август 1835 года наблюдал за приёмом и распределением рекрут, назначенных на укомплектование войск Отдельного Кавказского округа. В 1836 году он был назначен начальником Ахалцихского пашалыка в Грузии и с 1837 года состоял по армии при Отдельном Кавказском корпусе.
В 1840 году Горихвостов был комендантом Кинбурнской крепости, в 1844 году занимал пост коменданта уже в Хотинской крепости (в этой должности он оставался и в 1852 году). 6 декабря 1848 года произведён в генерал-лейтенанты.
Скончался Горихвостов 6 (18) июля 1855 года в Санкт-Петербурге, похоронен на Волковом православном кладбище.

## Награды
За свою службу Горихвостов был награждён многими орденами, в их числе:
- Орден Святой Анны 2-й степени (1812 год; алмазные знаки этого ордена пожалованы в 1814 году)
- Орден Святого Георгия 4-й степени (26 марта 1813 года)
- Орден Святого Владимира 4-й степени с бантом (1813 год)
- Золотая шпага с надписью «За храбрость» (29 сентября 1813 года)
- Орден Святого Станислава 1-й степени (27 июля 1833 года)
- Орден Святой Анны 1-й степени (1844 год)

Иностранный:
- Прусский орден Pour le Mérite (1813 год)